# Association for the Reform of Latin Teaching
L'Association for the Reform of Latin Teaching abbreviata come ALRT, è un'associazione britannica fondata nel 1913 dal classicista W. H. D. Rouse. È nota anche col nome di Association for Latin Teaching.

## Storia
Nel 1911 il latinista e grecista . H. D. Rouse istituì una scuola estiva che aveva lo scopo di formare i docenti delle materie classiche all'insegnanto del latino mediante il cosiddetto metodo diretto.
Due anni più tardi, l'iniziativa si concretizzò nella nascita di un'associazione che riuniva i professori di latino favorevoli all'introduzione della nuova metodologia didattica all'interno delle scuole secondarie. 
Il metodo proponeva di unire l'insegnamento della grammatica e della sintassi latina al suo utilizzo fluente nella vita quotidiana.
Le attività principali avevano luogo nel corso dei campi estivi.
L'associazione curava la rivista'l Latin Teaching della quale era una collaboratrice anche  Dorothy L. Sayers.
Nel dopoguerra la crescita dell'ARLT subì una battuta d'arresto, dovuta principalmente a tre motivi:
- l'Università di Cambridge aveva abrogato la prova di ammissione di latino;
- la collanaCambridge Latin Course aveva implementato i suoi principi nell'insegnamento del latino;
- le tre associazioni

Classical Association, l'Orbilian Society (estints) e l'ARLT si erano federate nella Joint Association of Classical Teachers (JACT).
I rapporti fra l'ARLT e la JACT furono problematici, ma le due associazioni si spesero congiuntamente per preservare l'insegnamento scolast del latino contro coloro che volevano abolirlo.
Le due associazioni pubblicano la rivista Journal of Classics Teaching. L'ARLT ha continuato ad aggiornare un sito web e un blog propri.